# Kanton Sens-1
Der Kanton Sens-1 ist seit 2015 ein französischer Wahlkreis für die Wahl des Départementrats im Département Yonne in der Region Bourgogne-Franche-Comté. Er umfasst drei Gemeinden im Arrondissement Sens und hat sein Bureau centralisateur in Sens.

## Gemeinden
Der Kanton besteht aus drei Gemeinden und Gemeindeteilen mit insgesamt 21.075 Einwohnern (Stand: 1. Januar 2022) auf einer Gesamtfläche von 30,72 km²:
| Gemeinde               | Einwohner 1. Januar 2022 | Fläche km² | Dichte Einw./km² | Code INSEE | Postleitzahl |
| ---------------------- | ------------------------ | ---------- | ---------------- | ---------- | ------------ |
| Saint-Clément          | 2.813                    | 8,47       | 332              | 89338      | 89100        |
| Saint-Martin-du-Tertre | 1.553                    | 6,91       | 225              | 89354      | 89100        |
| Sens                   | 16.709                   | 15,34      | 1.089            | 89387      | 89100        |
| Kanton Sens-1          | 21.075                   | 30,72      | 686              | 8916       | –            |

1. ↑   Nur der nordwestliche Teil der Gemeinde, der Rest gehört zum Kanton Sens-2.